# Bornholm Rundt (cykelrute)
 For alternative betydninger, se Bornholm rundt. (Se også artikler, som begynder med Bornholm rundt)
Bornholm Rundt er en national cykelrute (N10), som omkranser hele klippeøen. Ruten har en officiel længde på 105 km, hvilket gør den til den korteste af Danmarks nationale cykelruter. Bornholm Rundt er således også den eneste nationale cykelrute, der består af en rundstrækning inden for samme kommune. Desuden afviger afmærkningen af ruten fra normen ved at skiltene har en grøn baggrund i stedet for den blå baggrund, der benyttes på de øvrige nationale cykelruter.
Cykler man ad Bornholm Rundt cykelruten i urets retning med start i Rønne passeres først Hasle, Allinge og Sandvig. Lige før sidstnævnte nås kan man eventuelt tage en afstikker til Hammershus Slotsruin - Nordeuropas største borgruin. Strækningen indeholder nogle af Bornholms stejleste stigninger, hvorfor der nogle steder er lavet trapper i siden af cykelstien.
Der er også nogle seje stigninger på den næste del af cykelruten langs Bornholms nordøstlige kyst. Der er heldigvis gode undskyldninger for at holde pauser undervejs, da man på dette stræk passerer nogle af øens største seværdigheder såsom Helligdomsklipperne og lige herved Bornholms Kunstmuseum. Omtrent halvvejs nede ad kysten går cykelruten for eksempel også gennem Gudhjem, som den lokale turistorganisation kalder for "Danmarks eneste bjergby".
Efter Svaneke forsætter cykelrute 10 sydpå mod Nexø og dernæst Dueodde, Bornholms mest kendte badestrand. Det sidste stykke tilbage mod Rønne langs øens sydlige kyst går ruten gennem næsten helt fladt agerland forbi Bornholms Lufthavn.
Det årligt tilbagevendende motionscykelløb Bornholm rundt på cykel følger i hovedtræk N10.
National cykelrute 10 blev i 2019 optaget i det europæisk netværk af langdistance-cykelruter, EuroVelo. Rundturen på Bornholm indgår således nu som en del af EuroVelo 10 (Østersøruten).